# Campeonato Absoluto de Chile 1937
El Campeonato Absoluto de Chile 1937 fue la primera edición de este torneo organizado por la Federación de Football de Chile que enfrentó a Colo-Colo, campeón profesional de la Primera División, y a la selección de Iquique, campeón nacional amateur.
Se disputó a partido único el 19 de diciembre de 1937, en los Campos de Sports de Ñuñoa, de la ciudad de Santiago. Colo-Colo fue el campeón, tras derrotar a la selección de Iquique por 3 a 2.

## Partido
|       | POR   | Pedro Fernández  |  |
|       | DEF   | Nemesio Tamayo   |  |
|       | DEF   | Eduardo Camus    |  |
|       | MED   | Juan Montero     |  |
|       | MED   | Arturo Torres    |  |
|       | MED   | Amadeo San Juan  |  |
|       | DEL   | Manuel Arancibia |  |
|       | DEL   | Enrique Sorrel   |  |
|       | DEL   | Arturo Carmona   |  |
|       | DEL   | Tomás Rojas      |  |
|       | DEL   | Carlos Arancibia |  |
| D. T. | D. T. | Arturo Carmona   |  |

|       | POR | Zuzulich         |  |
|       | DEF | Santiago Salfate |  |
|       | DEF | Martínez         |  |
|       | MED | Aguilar          |  |
|       | MED | Barreda          |  |
|       | MED | Cisternas        |  |
|       | DEL | Morales          |  |
|       | DEL | López            |  |
|       | DEL | Alaschi          |  |
|       | DEL | Torrico          |  |
|       | DEL | Leiva            |  |
| D. T. |     |                  |  |

| 35' · 63' · 74' | Manuel Arancibia Arturo Carmona Enrique Sorrel | 1-0 2-0 3-0 |

| 80' · 87' | López Morales | 3-1 3-2 |

| Principal | Alfredo Vargas |

|       | POR   | Pedro Fernández  |  |
|       | DEF   | Nemesio Tamayo   |  |
|       | DEF   | Eduardo Camus    |  |
|       | MED   | Juan Montero     |  |
|       | MED   | Arturo Torres    |  |
|       | MED   | Amadeo San Juan  |  |
|       | DEL   | Manuel Arancibia |  |
|       | DEL   | Enrique Sorrel   |  |
|       | DEL   | Arturo Carmona   |  |
|       | DEL   | Tomás Rojas      |  |
|       | DEL   | Carlos Arancibia |  |
| D. T. | D. T. | Arturo Carmona   |  |

|       | POR | Zuzulich         |  |
|       | DEF | Santiago Salfate |  |
|       | DEF | Martínez         |  |
|       | MED | Aguilar          |  |
|       | MED | Barreda          |  |
|       | MED | Cisternas        |  |
|       | DEL | Morales          |  |
|       | DEL | López            |  |
|       | DEL | Alaschi          |  |
|       | DEL | Torrico          |  |
|       | DEL | Leiva            |  |
| D. T. |     |                  |  |

| 35' · 63' · 74' | Manuel Arancibia Arturo Carmona Enrique Sorrel | 1-0 2-0 3-0 |

| 80' · 87' | López Morales | 3-1 3-2 |

| Principal | Alfredo Vargas |

|       | POR   | Pedro Fernández  |  |
|       | DEF   | Nemesio Tamayo   |  |
|       | DEF   | Eduardo Camus    |  |
|       | MED   | Juan Montero     |  |
|       | MED   | Arturo Torres    |  |
|       | MED   | Amadeo San Juan  |  |
|       | DEL   | Manuel Arancibia |  |
|       | DEL   | Enrique Sorrel   |  |
|       | DEL   | Arturo Carmona   |  |
|       | DEL   | Tomás Rojas      |  |
|       | DEL   | Carlos Arancibia |  |
| D. T. | D. T. | Arturo Carmona   |  |

|       | POR | Zuzulich         |  |
|       | DEF | Santiago Salfate |  |
|       | DEF | Martínez         |  |
|       | MED | Aguilar          |  |
|       | MED | Barreda          |  |
|       | MED | Cisternas        |  |
|       | DEL | Morales          |  |
|       | DEL | López            |  |
|       | DEL | Alaschi          |  |
|       | DEL | Torrico          |  |
|       | DEL | Leiva            |  |
| D. T. |     |                  |  |

| 35' · 63' · 74' | Manuel Arancibia Arturo Carmona Enrique Sorrel | 1-0 2-0 3-0 |

| 80' · 87' | López Morales | 3-1 3-2 |

| Principal | Alfredo Vargas |

|       | POR   | Pedro Fernández  |  |
|       | DEF   | Nemesio Tamayo   |  |
|       | DEF   | Eduardo Camus    |  |
|       | MED   | Juan Montero     |  |
|       | MED   | Arturo Torres    |  |
|       | MED   | Amadeo San Juan  |  |
|       | DEL   | Manuel Arancibia |  |
|       | DEL   | Enrique Sorrel   |  |
|       | DEL   | Arturo Carmona   |  |
|       | DEL   | Tomás Rojas      |  |
|       | DEL   | Carlos Arancibia |  |
| D. T. | D. T. | Arturo Carmona   |  |

|       | POR | Zuzulich         |  |
|       | DEF | Santiago Salfate |  |
|       | DEF | Martínez         |  |
|       | MED | Aguilar          |  |
|       | MED | Barreda          |  |
|       | MED | Cisternas        |  |
|       | DEL | Morales          |  |
|       | DEL | López            |  |
|       | DEL | Alaschi          |  |
|       | DEL | Torrico          |  |
|       | DEL | Leiva            |  |
| D. T. |     |                  |  |

| 35' · 63' · 74' | Manuel Arancibia Arturo Carmona Enrique Sorrel | 1-0 2-0 3-0 |

| 80' · 87' | López Morales | 3-1 3-2 |

| Principal | Alfredo Vargas |

|                   |
| Campeón Colo-Colo |
| 1.er título       |